# Fuente de Pedro Naharro
Fuente de Pedro Naharro és un municipi de la província de Conca, a la comunitat autònoma de Castella la Manxa, situat a la zona oest de la província, a uns 120 km de Conca. En el cens de 2007 tenia 1.269 habitants i una superfície de 63,7 km². El codi postal és 16411.